# NPO Radio 1
NPO Radio 1 is een nationale radiozender van de Nederlandse Publieke Omroep met voornamelijk nieuws, sport en achtergronden. Van 1947 tot 30 november 1985 heette de zender Hilversum 2 en daarna vanaf 1 december 1985 Radio 1. Op 19 augustus 2014 werden de letters NPO voor Radio 1 toegevoegd. Tevens is NPO Radio 1 de nationale rampenzender alhoewel deze status niet officieel is (die hebben de regionale publieke zenders).

## Ontvangst
In de ether wordt Radio 1 op de FM-band, DVB-T, DAB+ en satelliet uitgezonden. Voorheen zond het station ook op de middengolf uit op AM-frequentie 1008 kHz = 298 m golflengte (1950 tot 1975, 2001 tot 2003). Tussen 1975 en 2001 werd er uitgezonden op AM 747 kHz = 402 m. Hierdoor was de zender ook ver buiten Nederland te horen. Als gevolg van de herverdeling van de frequenties is Radio 1 sinds 1 juni 2003 van de middengolf verdwenen.
Radio 1 was vanwege problemen met de FM-dekking tussen 4 augustus 2011 en 22 september 2011 tijdelijk ook te horen via een middengolfzender in Groot-Brittannië op AM 648 kHz. De slechte FM-ontvangst werd veroorzaakt door de problemen die ontstonden na branden in de zendmasten in Smilde en Lopik.
Het bedrijf Broadcast Partners verzendt het radiosignaal via de ether, evenals die voor andere NPO-radiozenders en Q-Music.

## Geschiedenis
Tot 1995 hadden de omroepen hun eigen actualiteitenprogramma's. Dit leidde tot veel overlapping, doublures en geldverspilling. In september 1995 ging het Radio 1 Journaal van start, waarin de omroepen onder de paraplu van de NOS samenwerken. In 2005 ging het Radio 1 Journaal op in de afdeling NOS Nieuws, de nieuwsorganisatie van de NOS.
De zendercoördinator is Klaske Tameling. In 2022 zenden de volgende omroepen uit via Radio 1: AVROTROS, BNNVARA, EO, Human, KRO-NCRV, MAX, NOS, NTR, ON, PowNed, VPRO, WNL en ZWART.

## Huidige programma's
Door de jaren heen zijn er veel verschillende programma's op NPO Radio 1 geweest. Hieronder staat een overzicht van de huidige programma's. De nachtprogrammering is per januari 2022 vernieuwd. In 2023 is deze nogmaals aangepast.
Programma's overdag doordeweeks:
- NOS Radio 1 Journaal (NOS) (06:00-09:30)
- Spraakmakers (KRO-NCRV) (09:30-11:30)
- Sven op 1 (WNL) (11:30-12:00)
- De Nieuws BV (BNNVARA) (12:00-13:30)
- Bureau Buitenland (VPRO) (13:30-14:00)
- Villa VdB (MAX) (14:00-15:30, ma-donderdag)
- Geld of je leven (EO) (15:30-16:00, ma-donderdag)
- Humberto (AVROTROS) (14:00-16:00, vrijdag)
- Radio EenVandaag (AVROTROS) (16:00-17:00)
- Nieuws & Co (NOS/NTR) (17:00-18:30)
- Dit is de dag (EO) (18:30-19:00)
- Kunststof (NTR) (19:00-20:00, maandag-donderdag)
- Het Misdaadbureau (WNL) (19:00-20:00, vrijdag)
- 5 dagen... (NTR/PowNed) (20:00-20:30)
- Haagse Lobby (WNL) (20:30-21:30, maandag)
- Langs de Lijn En Omstreken (EO/NOS) (21:30 - 23:00, maandag; 20:30-23:00, dinsdag-vrijdag)
- Met het Oog op Morgen (NOS) (23:00-00:00)

Programma's overdag zaterdag:
- Eén Uur Cultuur (VPRO) (06:00-07:00)
- NOS Radio 1 Journaal (NOS) (07:00-08:30)
- Nieuwsweekend (MAX) (08:30-11:00)
- De Taalstaat (KRO-NCRV) (11:00-13:00)
- dr Kelder en Co (AVROTROS) (13:00-14:00)
- Argos (HUMAN/VPRO) (14:00-15:00)
- De publieke tribune (HUMAN) (15:00-16:00)
- Goed ingelichte kring (PowNed) (16:00-17:00)
- In de kantine (WNL) (17:00-19:00)
- Langs de Lijn (NOS) (19:00-23:00)
- Met het Oog op Morgen (NOS) (23:00-00:00)

Programma's overdag zondag:
- Eén Uur Cultuur (VPRO) (06:00-07:00)
- Vroege Vogels (BNNVARA) (07:00-10:00)
- OVT (VPRO) (10:00-12:00)
- De Perstribune (MAX) (12:00-14:00)
- Langs de Lijn (NOS) (14:00-19:00)
- Pointer (KRO-NCRV) (19:00-20:00)
- Dijkstra en Evenblij ter plekke (BNNVARA) (20:00-22:00)
- Langs de Lijn (NOS) (22:00-23:00)
- Met het Oog op Morgen (NOS) (23:00-00:00)

Programma's zondagavondː
- Dijkstra en Evenblij ter plekke  (BNNVARA)
- Met Mandy (Zwart)

Nachtprogramma's:
- Wat blijft (Human) (00:00-02:00, zondag op maandag)
- Nooit meer slapen (VPRO) (00:00-01:00, maandag-vrijdag)
- MISCHA! (AVROTROS) (01:00-02:00 , maandag-donderdag)
- De nacht van... (KRO-NCRV, BNNVARA, EO, NTR, ZWART) (02:00-05:00, maandag-vrijdag)
- Vroeg! (BNNVARA) (05:00-06:00, maandag-vrijdag)
- Vink (AVROTROS) (01:00-02:00 , vrijdag op zaterdag)
- Nachtzuster (MAX) (02:00-06:00, vrijdag op zaterdag)
- De Ongelooflijke Radio (EO ) (00:00-01:00, zaterdag op zondag)
- De wereld van BNNVARA (BNNVARA) (01:00-03:00, zaterdag op zondag)
- De nacht is ZWART (ZWART) (03:00-06:00, zaterdag op zondag)

Incidentele programma's:
- Kamerbreder (AVROTROS)
- Marathoninterview (VPRO)
- Miss Paralympics (AVROTROS)
- Proost! (AVROTROS)
- Op de plank (MAX)
- Brainwash Zomerradio (HUMAN)
- Wat blijft (HUMAN)
- PowNed zomergesprek (PowNed)
- De nacht van Rutger (PowNed)
- De ronde tafel van Roderick (PowNed)
- Radio Tour de France (NOS)
- RadiOlympia (NOS)
- Het jaar van (HUMAN/EO/MAX/WNL/PowNed)
- Marathoninterview (VPRO)

## Podcasts
Vanuit het merk NPO Radio 1 worden ook podcasts uitgegeven. Een deel daarvan zijn uitzendingen van programma's als Met het Oog op Morgen, Dit is de Dag en Kunststof, maar er zijn ook andere podcasts zoals De Krokante Leesmap, De Dag of een podcast van Boer Zoekt Vrouw. Een befaamde podcast van NPO Radio 1 was De Brand in het Landhuis, die in twee weken meer dan 100.000 keer werd aangeklikt.

## Beeldmerk

Van 27 juni 2011 t/m 19 augustus 2014
Vanaf 19 augustus 2014